# 神話 (MALICE MIZERのアルバム)
「神話」（しんわ）は、MALICE MIZERのミニアルバムCD&VIDEOセット。 2000年2月1日にMidi:Nette M.†.M（ミディネット エーム・クロワ・エーム）から発売された。

## 解説
- 「Kami's MEMORIAL BOX」と題され、1999年に急逝したKamiへの追悼作品である[1]。
- Kamiが生前に制作していた原曲を他のメンバーら3人が完成させたものが2曲収録されている[1]。
- Kamiが叩いたドラムの音をサンプリングして曲中に使用している[1]。
- VIDEOには過去のライブ映像などを特別編集したものが収録され、それまで完全未公開だったライブ映像も含まれている[1]。

## 収録曲
（全編曲：MALICE MIZER）
1. 再会
作曲：MALICE MIZER
2. 運命の出会い
作曲：Kami
3. 森の中の天使
作曲：Kami